# Hyloniscus beckeri
Hyloniscus beckeri är en kräftdjursart som beskrevs av Johann Moritz David Herold 1939. Hyloniscus beckeri ingår i släktet Hyloniscus och familjen Trichoniscidae. Inga underarter finns listade i Catalogue of Life.